# I'll Follow You
Singles de Shinedown
Enemies
(2012) Adrenaline
(2013)
I'll Follow You est le dix-septième single du groupe Shinedown et le quatrième de l'album Amaryllis sorti en 2012.

## Classements
| Classement (2012)              | Meilleure position |
| ------------------------------ | ------------------ |
| États-Unis (Alternative Songs) | 31                 |
| États-Unis (Hot Rock Songs)    | 25                 |
| États-Unis (Mainstream Rock)   | 2                  |
| États-Unis (Rock Airplay)      | 8                  |

## Liste des chansons
| 1.   | I'll Follow You (Brent Smith, Eric Bass, Dave Bassett) | 3:58 |
| 3:58 |                                                        |      |